# Haití en los Juegos Olímpicos de París 2024
Haití estuvo representado en los Juegos Olímpicos de París 2024 por siete deportistas, cuatro hombres y tres mujeres, que compitieron en cinco deportes.
Los portadores de la bandera en la ceremonia de apertura fueron el judoka Philippe Metellus y la gimnasta Lynnzee Brown. El equipo olímpico haitiano no obtuvo ninguna medalla en estos Juegos.